# خوليو غوميز (منافس ألعاب قوى)
خوليو غوميز (بالإسبانية: Julio Gómez Almazán)‏ هو منافس ألعاب قوى إسباني، ولد في 7 نوفمبر 1931.

## وصلات خارجية
- خوليو غوميز على موقع الاتحاد الدولي لألعاب القوى (الإنجليزية)
- خوليو غوميز على موقع اللجنة الأولمبية الدولية (الإنجليزية)
- خوليو غوميز على موقع أوليمبيديا (الإنجليزية)